# Alexianer Krankenhaus Hedwigshöhe

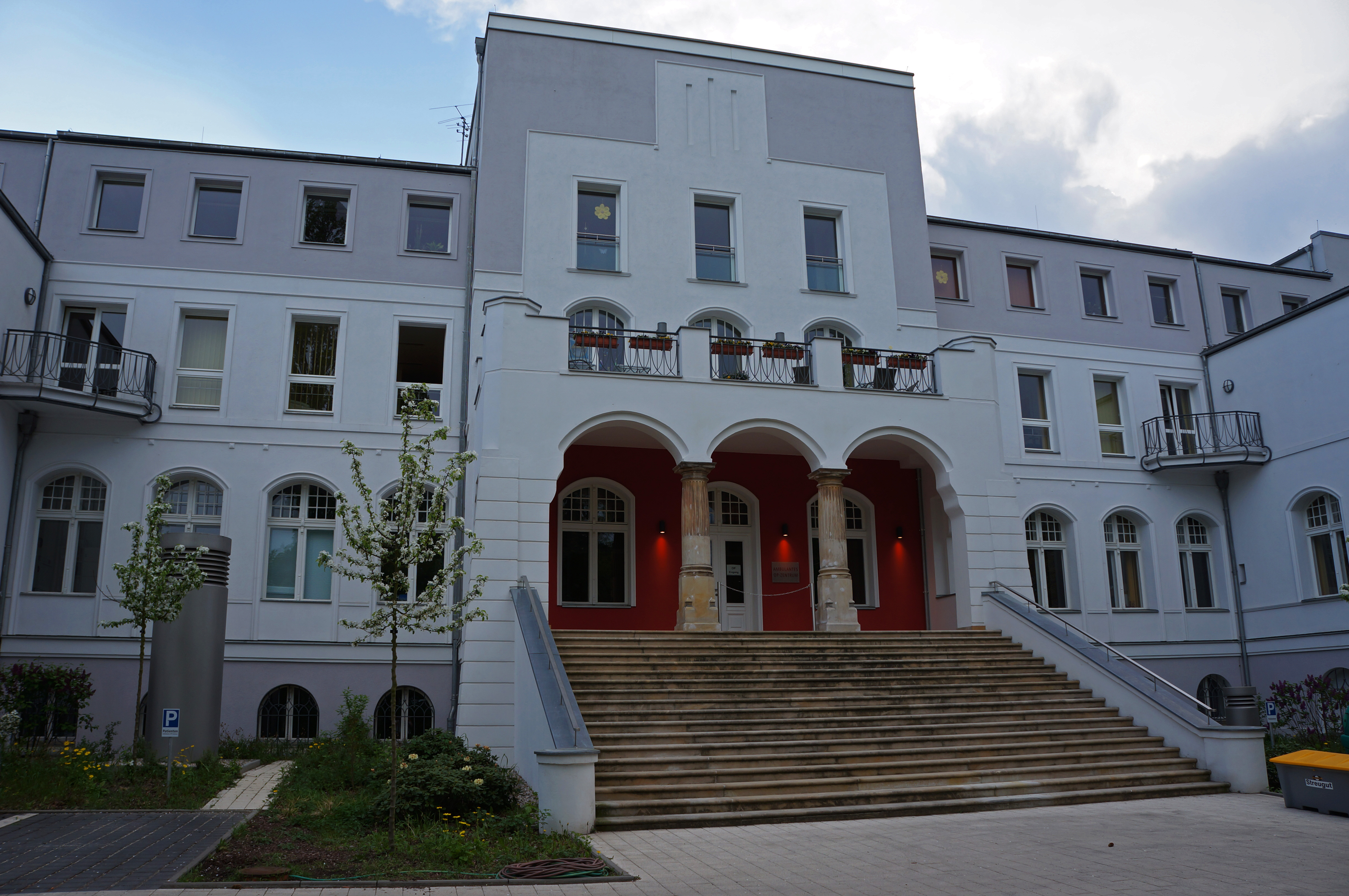
Krankenhaus Hedwigshöhe (Villa)

Das Alexianer Krankenhaus Hedwigshöhe ist ein Akutkrankenhaus im Ortsteil Bohnsdorf des Berliner Bezirks Treptow-Köpenick. Das von der Alexianer GmbH betriebene und von den Alexianerbrüdern getragene Krankenhaus ist zudem akademisches Lehrkrankenhaus der Charité. Das Krankenhaus Hedwigshöhe ist – gemeinsam mit dem St. Hedwig-Krankenhaus im Berliner Bezirk Mitte – Teil der Alexianer St. Hedwig Kliniken. Minderheitsgesellschafter der St. Hedwig Kliniken Berlin GmbH ist die St. Hedwig-Krankenhaus Anstalt des öffentlichen Rechts (AdÖR).

## Geschichte
Der königliche Gartenbaudirektor, Baumschulen- und Plantagenbesitzer Max Buntzel ließ sich im Jahr 1898 eine schlossähnliche Villa im Stil der Renaissance auf dem in Bohnsdorf gelegenen Falkenberg erbauen. Aufgrund finanzieller Nöte musste Buntzel die Villa bereits wenige Jahre später wieder verkaufen. Die Villa wechselte mehrmals den Eigentümer, ehe sie 1925 das katholische St.-Hedwig-Krankenhaus erwarb. Diese Klinik ließ hier unter Einbeziehung der Villa das Krankenhaus Hedwigshöhe – benannt nach der heiligen Hedwig, Herzogin von Schlesien – errichten, zunächst um ein Erholungsheim für genesende Patienten zu schaffen. Die Einweihung und Eröffnung fand am 23. August 1925 statt. Die Barmherzigen Schwestern vom hl. Karl Borromäus übernahmen die pflegerische Betreuung. In den Folgejahren erwies sich das Erholungsheim zunehmend als unrentabel. Zwischen 1938 und 1940 wurde Hedwigshöhe an das Bistum Berlin vermietet und diente als Ausbildungsstätte für junge Priester des Bistums Berlin. Den landwirtschaftlichen Betrieb hält das St. Hedwig-Krankenhaus mit Obstanbau, Geflügel- und Schweinezucht weiter aufrecht. Mit Ausbruch des Krieges wurde das Priesterseminar wieder geschlossen.
Im August 1941 besetzte die Gestapo zunächst das Haus und untersagte Gottesdienste. Am 21. August erfolgte nach Verhandlungen mit der Wehrmacht die Eröffnung eines Lazaretts mit 100 Betten. Die ersten Verwundeten wurden noch am selben Tag aufgenommen. Für die Pflege der Verletzten wurden Schwestern vom Orden des heiligen Karl Borromäus eingesetzt. Zwei weitere Ordensschwestern waren für den Küchenbetrieb zuständig.
Somit fand nach der ursprünglichen Nutzung als Erholungsheim hier erstmals Krankenpflege und Behandlung statt.
Nach dem Ende des Zweiten Weltkriegs wurde das vormalige Lazarett als Krankenhaus für die Versorgung der Zivilbevölkerung weiter genutzt. Im September 1945 war das Haus bereits mit rund 100 Patienten belegt. Im gleichen Jahr begann der Aufbau einer Baracke, die zunächst als Seuchenstation vorgesehen war, dann aber bis 1992 als Krankenstation diente. Es folgten erhebliche bauliche Veränderungen in den 1950er und 1960er Jahren. Hierzu gehörte die Einrichtung einer eigenen Apotheke, einer Röntgenabteilung und einer Ambulanz sowie die Fertigstellung eines neuen Wirtschaftsgebäudes. Der Giebel der Villa wurde 1968 abgetragen und durch ein neues, schmuckloses Dach ersetzt. Im Mai 1983 wurde der Grundstein für ein neues Bettenhaus gelegt, das in den Jahren 1989 bis 1992 sukzessive fertiggestellt und bezogen wurde. 1992 schloss die Krankenhausleitung die Baracke als Krankenstation. Im gleichen Jahr erhielt das Krankenhaus Hedwigshöhe die Anerkennung als akademisches Lehrkrankenhaus der medizinischen Fakultät der Humboldt-Universität zu Berlin, heute Charité.
1998, hat der Orden der Alexianerbrüder das Krankenhaus Hedwigshöhe zusammen mit dem St. Hedwig-Krankenhaus in Berlin-Mitte übernommen. Der Alexianer-Verbund verfolgt das Ziel, die Zukunft der Häuser langfristig zu sichern.
Der Gebäudebestand wurde in den Folgejahren nach und nach saniert und erheblich ergänzt. So erfolgte im Jahr 2003 mit der Errichtung mehrerer Pavillons für die psychiatrische Klinik die Erweiterung des bis dahin ausschließlich somatischen Leistungsprofils, um seither die psychiatrische Vollversorgung des Bezirks Treptow-Köpenick sicherzustellen. Darüber hinaus erfolgte 2006 die Eröffnung des Zentrums für Endoprothetik sowie des Medizinischen Versorgungszentrums (MVZ) im Plänterwald (heute: MVZ Psychiatrie in Adlershof). 
Der erste Bauabschnitt für die Somatik war 2006 abgeschlossen, zwei Stationen für Innere Medizin und eine Station für Chirurgie bezogen den Neubau. Mit der Fertigstellung des zweiten Bauabschnitts im Jahr 2007 konnte ein neues OP-Zentrum mit drei Operationssälen sowie eine internistische Diagnostikabteilung ihren Betrieb aufnehmen. Die Berliner Feuerwehr richtete zudem einen Rettungswagenstützpunkt ein. 
Bis September 2007 wirkten die Schwestern der Kongregation der Barmherzigen Schwestern vom hl. Karl Borromäus zu Trier in der Krankenhausseelsorge. 2007 verließen sie Hedwigshöhe und kehrten in das Trierer Mutterhaus zurück.
- Im Jahr 2009 eröffnete ein interdisziplinäres Darmkrebszentrum sowie ein radiologisches Institut. Die Notaufnahme wurde im Folgejahr erweitert und modernisiert.
- 2010 erfolgte die Fertigstellung der Villa mit einem ambulanten OP-Zentrum (AOZ) und dem Medizinischen Versorgungszentrum (MVZ) am Krankenhaus Hedwigshöhe.
- Mit Eröffnung einer gerontopsychiatrischen Tagesklinik im Januar 2011 und einer Klinik für Geriatrie im April 2011 erweiterte sich das Leistungsspektrum nochmals.
- 2014 wurde die Klinik für Kardiologie mit einem Linksherzkathetermessplatz eröffnet.
- 2015 erfolgte die Eröffnung der geriatrischen Tagesklinik „St. Nikolaus“ und des neuen Alterstraumatologischen Zentrums (ATZ).
- Das Krankenhaus Hedwigshöhe erhält den Auftrag zur notärztlichen Versorgung für den Notarztstützpunkt in Treptow.
- 2018 wurde der Neubau Pavillon D eröffnet. Darin befinden sich vollstationäre und tagesklinische Bereiche der Geriatrie und der Psychiatrie.

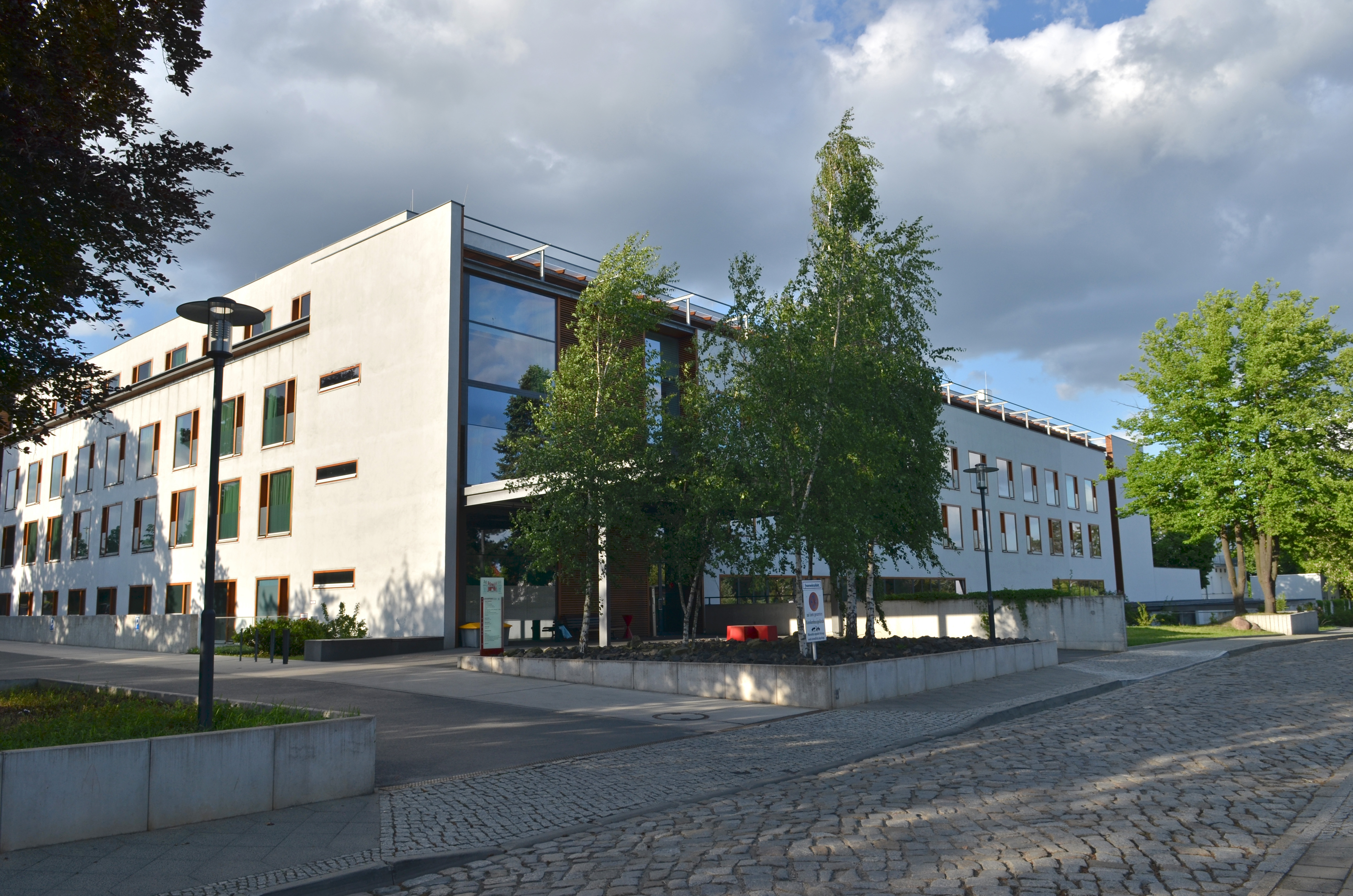
Krankenhaus Hedwigshöhe (Straßenansicht)

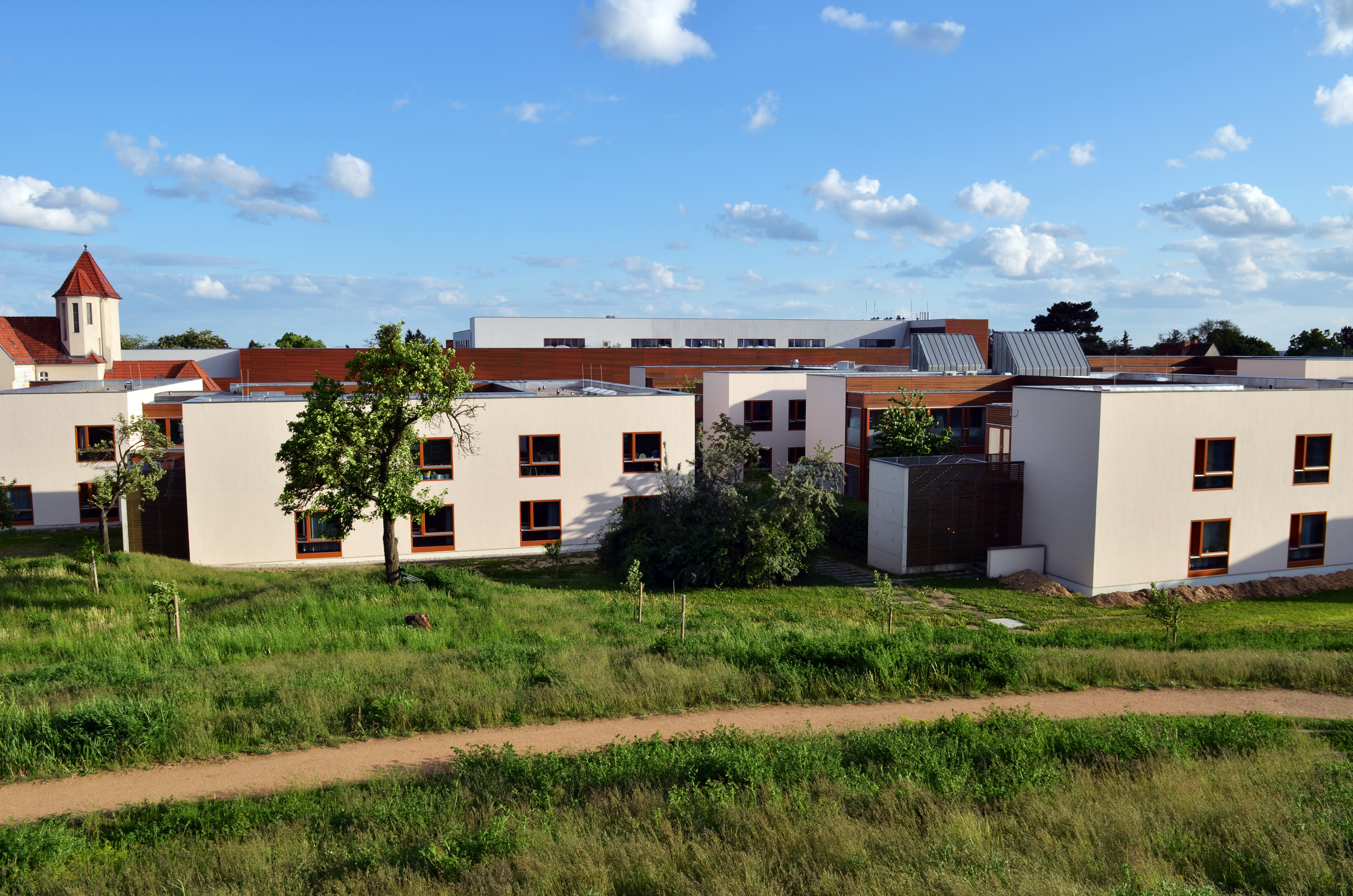
Krankenhaus Hedwigshöhe (Blick vom Falkenberg)

## Medizinisches Spektrum und Leistungsdaten
Das Krankenhaus Hedwigshöhe verfügt derzeit (Stand Dezember 2015) über folgende Kliniken und Institute:
- Klinik für Innere Medizin, Geriatrie und Kardiologie
- Klinik für Anästhesie und Intensivmedizin
- Klinik für Unfall- und Orthopädische Chirurgie
- Klinik für Endoprothetik
- Klinik für Allgemein- und Viszeralchirurgie
- Klinik für Psychiatrie, Psychotherapie und Psychosomatik
- Radiologisches Institut

Wie unter Geschichte bereits dargestellt, gehören zum Krankenhaus eine interdisziplinäre Intensivstation, ein OP-Zentrum mit drei OP-Sälen, ein internistisches Diagnostikzentrum und eine 24-Stunden-Notaufnahme. In der ehemaligen Villa sind unter anderem ein ambulantes OP-Zentrum sowie eine gerontopsychiatrische Tagesklinik untergebracht.

## Anfahrt
Das Krankenhaus Hedwigshöhe ist über den Höhensteig und die Grottewitzstraße erreichbar. Fußgänger und Fahrradfahrer können das Gelände außerdem von der Buntzelstraße aus über eine Parkallee südlich der Buntzel-Ranch erreichen (für Rollstuhlnutzer ist dieser Weg aufgrund der hohen Steigung nur begrenzt geeignet).